# Первомайское (городской округ Истра)
Первомайское (ранее Бели) — деревня в составе сельского поселения Ядроминское Истринского района Московской области. Население — 20 чел. (2010), зарегистрировано 8 садовых товариществ и подсобное хозяйство Корнево.
Первомайское расположено в 19 км к западу от райцентра Истра и в 4,5 км от железнодорожной платформы Курсаковская Рижского направления, высота над уровнем моря 254 м. К деревне примыкают коттеджные поселки "Славенка" и "Пайнс".

## История
В XVI—XVIII веках Бели входило в состав Скриманова стана Рузского уезда, в 1782—1796 годах — в Воскресенский уезд и затем в Новопетровскую волость Рузского уезда Московской губернии. При советской власти, с 1922 года деревня в составе нового Воскресенского уезда, с 3 июня 1929 года в составе Воскресенского района Московской области.

## Население
| 2002 | 2006 | 2010 |
| ---- | ---- | ---- |
| 19   | ↗24  | ↘20  |

### Экономика
КФХ "Корнево";
Садовый центр "Времена года"